# Patinação artística nos Jogos Olímpicos de Verão de 1920 - Individual feminino
A competição individual feminina da patinação artística nos Jogos Olímpicos de Verão de 1920 foi disputado entre 6 patinadoras.

## Medalhistas
| Ouro   | SWE Magda Julin  |
| Prata  | SWE Svea Norén   |
| Bronze | USA Theresa Weld |

## Resultados
| #                 | Nome               | PC                 | PL | Pos. | Pontos |
| ----------------- | ------------------ | ------------------ | -- | ---- | ------ |
| Medalha de ouro   | Magda Julin        | SWE Suécia         | 1  | 4    | 12.0   |
| Medalha de prata  | Svea Norén         | SWE Suécia         | 2  | 3    | 12.5   |
| Medalha de bronze | Theresa Weld       | USA Estados Unidos | 5  | 1    | 15.5   |
| 4                 | Phyllis Johnson    | GBR Grã-Bretanha   | 3  | 5    | 18.5   |
| 5                 | Margot Moe         | NOR Noruega        | 4  | 6    | 22.5   |
| 6                 | Ingrid Gulbrandsen | NOR Noruega        | 6  | 2    | 24.0   |

Legenda
| Recorde mundial      | Recorde mundial (World record)               |                       | Recorde africano                      | Recorde africano (African) |                                           | Q | Classificado por posição (Qualified) |
| Recorde olímpico     | Recorde olímpico (Olympic record)            | Recorde da América    | Recorde da América (Americas)         | q                          | Classificado por melhor tempo (Qualified) |   |                                      |
| Melhor marca do ano  | Melhor marca do ano (World leading)          | Recorde asiático      | Recorde asiático (Asian)              | DNS                        | Não largou (Did not start)                |   |                                      |
| Recorde nacional     | Recorde nacional (National record)           | Recorde europeu       | Recorde europeu (European)            | DNF                        | Não terminou (Did not finish)             |   |                                      |
| Recorde pessoal      | Recorde pessoal do atleta (Personal best)    | Recorde da Oceania    | Recorde da Oceania (Oceania)          | DSQ / DQ                   | Desclassificado (Disqualified)            |   |                                      |
| Recorde da temporada | Recorde da temporada do atleta (Season best) | Recorde sul-americano | Recorde sul-americano (South America) | NM                         | Sem marca (No mark)                       |   |                                      |